# Fram Reykjavík
Fram Reykjavík (isländisch Knattspyrnufélagið Fram ‚Fußballverein Vorwärts‘) ist ein isländischer Sportverein aus Reykjavík. Die offiziellen Vereinsfarben sind Blau-Weiß, Spielstätte ist seit 2015 das Framvöllur im Reykjavíker Vorort Úlfarsárdal. Zuvor hatte Fram seit 1960 im isländischen Nationalstadion Laugardalsvöllur gespielt. Der Verein besitzt eine der erfolgreichsten Fußballmannschaften Islands. In seiner Geschichte konnte insgesamt 18-mal die isländische Meisterschaft sowie achtmal der isländische Pokal gewonnen werden.

## Geschichte
Der Klub wurde am 1. Mai 1908 gegründet und ist somit nach dem isländischen Rekordmeister KR Reykjavík einer der ältesten Fußballvereine des Landes. 1914 wurden FR Fálkinn Reykjavík und 1915 KF Reykjavík in den Verein eingegliedert. In den Anfangsjahren dominierte der Verein mit sechs aufeinanderfolgenden Meisterschaften in den Jahren 1913 bis 1918 die 1912 gegründete oberste Spielklasse. In seiner über hundertjährigen Geschichte spielte Fram Reykjavík die überwiegende Zeit in der ersten isländischen Fußballliga. Lediglich in den Jahren 1928, 1966, 1983, 1996 und 2006 spielte man nach Abstiegen in der 2. Liga, schaffte jedoch immer den unmittelbaren Wiederaufstieg.
Auch international konnten immer wieder Erfolge gefeiert werden: so zog man im Europapokal der Pokalsieger 1985/86 nach einem 3:1 und einem 0:1 über den nordirischen Vertreter Glentoran FC in die 2. Runde ein. Dort scheiterte man jedoch am österreichischen Rekordmeister Rapid Wien.
Der größte Erfolg der Vereinsgeschichte gelang in der Saison 1990/91 im selben Wettbewerb: nachdem man den schwedischen Teilnehmer Djurgårdens IF sensationell mit 3:0 und 1:1 bezwungen hatte, traf man in der 2. Runde auf den FC Barcelona. Obwohl im Hinspiel sogar ein Tor gelang, schied Fram trotzdem mit 1:2 und 0:3 aus. Einen gewissen Bekanntheitsgrad erlangte der Klub in Deutschland, als er in der Vorrunde des UEFA-Pokals 1992/93 auf den 1. FC Kaiserslautern traf. Sowohl Hin- und Rückspiel gewann Kaiserslautern allerdings deutlich mit 3:0 bzw. 4:0. Die letzte Meisterschaft wurde 1990 errungen und der letzte Pokalsieg 1989, wobei Fram insgesamt 17-mal im Pokalfinale stand.
In der Saison 2008 erreichte der Verein den 3. Platz der Liga und konnte sich somit für die Teilnahme an der UEFA Europa League 2009/10 qualifizieren. Dort gelang nach zwei Siegen gegen The New Saints F.C. aus Wales das Erreichen der 3. Qualifikationsrunde. Nach einem beachtlichen 1:1 bei Sigma Olomouc unterlag man dem tschechischen Erstligisten im Rückspiel zu Hause mit 0:2. In der Saison 2009 unterlag der Verein im isländischen Pokalfinale gegen Breiðablik Kópavogur mit 6:7 i. E. (2:2 n. V.), während man die Liga als Vierter beendete und somit knapp die Qualifikation für den internationalen Wettbewerb verpasste.
Nachdem 2013 der bislang letzte Gewinn des Landespokals gelungen war, stieg Fram 2014 in die 2. isländische Fußballliga ab und es sollte sieben Jahre dauern, ehe dem Verein zur Saison 2022 wieder die Rückkehr in die Erstklassigkeit gelang.

## Erfolge

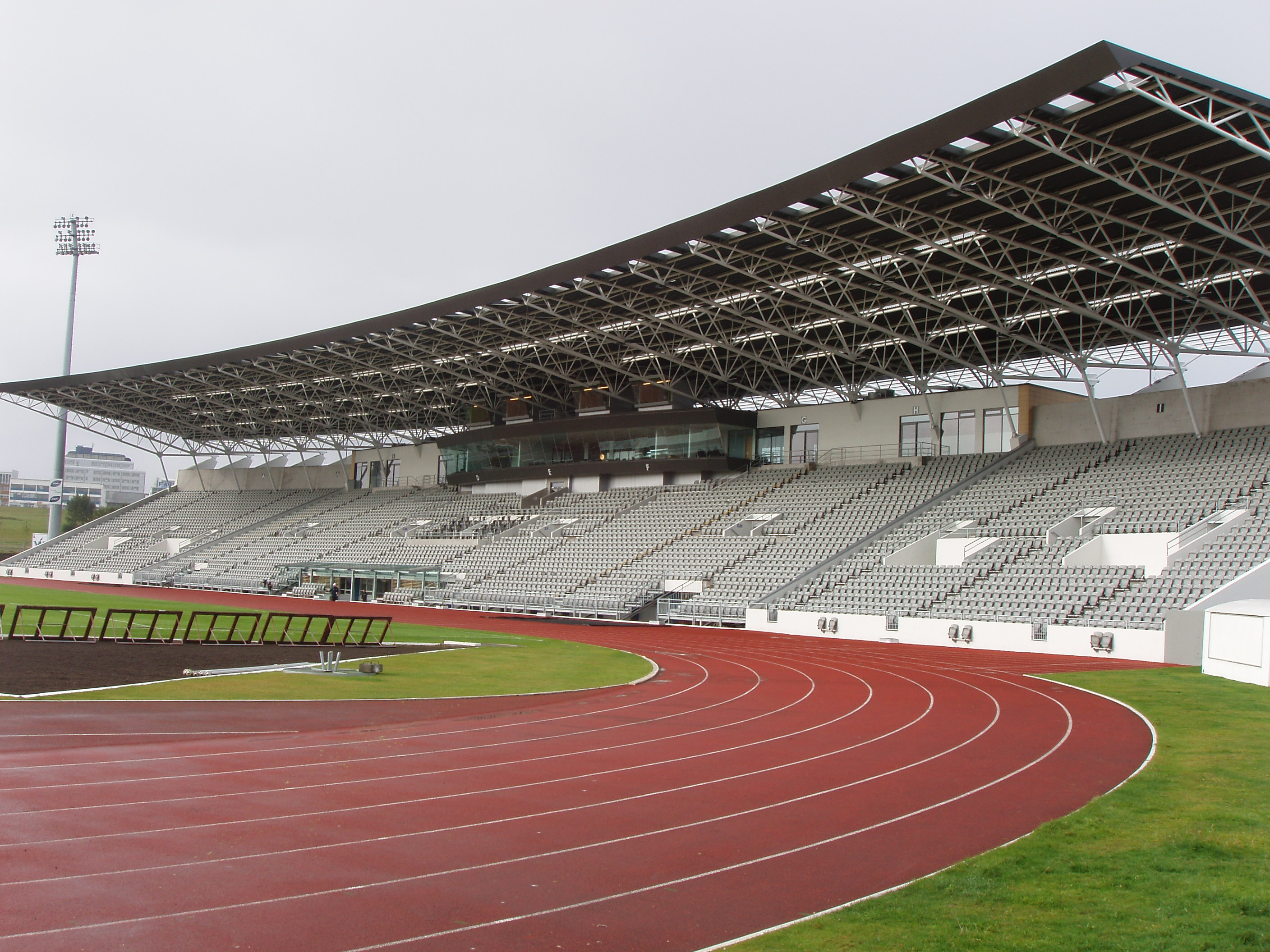
Ehemalige Spielstätte von Fram Reykjavík: Das isländische Nationalstadion Laugardalsvöllur

### Fußball
- Isländischer Meister (18×): 1913, 1914, 1915, 1916, 1917, 1918, 1921, 1922, 1923, 1925, 1939, 1946, 1947, 1962, 1972, 1986, 1988, 1990
- Isländischer Pokalsieger (8×): 1970, 1973, 1979, 1980, 1985, 1987, 1989, 2013

## Europapokalbilanz
| Saison  | Wettbewerb                    | Runde                  | Gegner               | Gesamt    | Hin     | Rück       |
| ------- | ----------------------------- | ---------------------- | -------------------- | --------- | ------- | ---------- |
| 1971/72 | Europapokal der Pokalsieger   | Vorrunde               | Hibernians Paola     | 02:3 1    | 0:3 (A) | 2:0 (A)    |
| 1973/74 | Europapokal der Landesmeister | 1. Runde               | FC Basel             | 02:11     | 0:5 (H) | 2:6 (A)    |
| 1974/75 | Europapokal der Pokalsieger   | 1. Runde               | Real Madrid          | 0:8       | 0:2 (H) | 0:6 (A)    |
| 1976/77 | UEFA-Pokal                    | 1. Runde               | ŠK Slovan Bratislava | 0:8       | 0:3 (H) | 0:5 (A)    |
| 1977/78 | UEFA-Pokal                    | 1. Runde               | Start Kristiansand   | 0:8       | 0:6 (A) | 0:2 (H)    |
| 1980/81 | Europapokal der Pokalsieger   | 1. Runde               | Hvidovre IF          | 0:3       | 0:1 (A) | 0:2 (H)    |
| 1981/82 | Europapokal der Pokalsieger   | 1. Runde               | Dundalk FC           | 2:5       | 2:1 (H) | 0:4 (A)    |
| 1982/83 | UEFA-Pokal                    | 1. Runde               | Shamrock Rovers      | 0:7       | 0:3 (H) | 0:4 (A)    |
| 1985/86 | Europapokal der Pokalsieger   | 1. Runde               | Glentoran FC         | 3:2       | 3:1 (H) | 0:1 (A)    |
| 1985/86 | Europapokal der Pokalsieger   | 2. Runde               | SK Rapid Wien        | 2:4       | 0:3 (A) | 2:1 (H)    |
| 1986/87 | Europapokal der Pokalsieger   | 1. Runde               | GKS Kattowitz        | 0:4       | 0:3 (H) | 00:1 (A) 2 |
| 1987/88 | Europapokal der Landesmeister | 1. Runde               | Sparta Prag          | 00:10     | 0:2 (H) | 0:8 (A)    |
| 1988/89 | Europapokal der Pokalsieger   | 1. Runde               | FC Barcelona         | 0:7       | 0:2 (H) | 0:5 (A)    |
| 1989/90 | Europapokal der Landesmeister | 1. Runde               | Steaua Bukarest      | 0:5       | 0:4 (A) | 0:1 (H)    |
| 1990/91 | Europapokal der Pokalsieger   | 1. Runde               | Djurgårdens IF       | 4:1       | 3:0 (H) | 1:1 (A)    |
| 1990/91 | Europapokal der Pokalsieger   | 2. Runde               | FC Barcelona         | 1:5       | 1:2 (H) | 0:3 (A)    |
| 1991/92 | Europapokal der Landesmeister | 1. Runde               | Panathinaikos Athen  | (a)2:2(a) | 2:2 (H) | 0:0 (A)    |
| 1992/93 | UEFA-Pokal                    | 1. Runde               | 1. FC Kaiserslautern | 0:7       | 0:3 (H) | 0:4 (A)    |
| 2009/10 | UEFA Europa League            | 1. Qualifikationsrunde | The New Saints FC    | 4:2       | 2:1 (H) | 2:1 (A)    |
| 2009/10 | UEFA Europa League            | 2. Qualifikationsrunde | SK Sigma Olomouc     | 1:3       | 1:1 (A) | 0:2 (H)    |
| 2014/15 | UEFA Europa League            | 1. Qualifikationsrunde | FC Nõmme Kalju       | 2:3       | 0:1 (H) | 2:2 (A)    |

Gesamtbilanz: 42 Spiele, 7 Siege, 5 Unentschieden, 30 Niederlagen, 25:108 Tore (Tordifferenz −83)

## Ehemalige Spieler
- Helgi Sigurðsson (1993–1994, 1997, 2006)
- Guðmundur Steinarsson (2003)
- Fróði Benjaminsen (2004)
- Hans Fróði Hansen (2004)

## Ehemalige Trainer
- Hermann Lindemann (1939)
- Andrzej Strejlau (1982–1983)
- Ásgeir Sigurvinsson (1993)
- Ion Geolgău (2004)
- Bjarni Guðjónsson (2014)
- Pétur Pétursson (2015)